# Go-around
Prekinjen pristanek ali Go-around je primer, ko pilot letala prekine s pristankom, doda moč motorjev in se ponovno vzpne za ponoven poskus ali pa let na drugo letališče.
Pristanek lahko prekine pilot ali pa mu to naroči kontrolor letenja. Razlogi so lahko različni, npr. letalo ali drugo vozilo na stezi, nepravilna konfiguracija letala za pristanek, slabi vremenski pogojih, močna turbulenca za predhodnim letalom ali pa druge nevarnosti.
Za športna letala, ki letijo po VFR pravilih se po navadi izvede sorazmerno preprosti "šolski krog" (traffic pattern). Medtem ko je v primeru IFR pogojev treba izvesti t. i. zgrešen prilet (missed approach).
Za operacije na letalonosilkah, ko letalo s kljuko ne ulovi zaviralnih žic in mora izvesti go around se to imenuje "bolter".